# Marianne Wulf

Porträt der Schauspielerin Marianne Wulf. Aus „Sport und Salon“. 26. Juli 1900, S. 7.

Marianne Wulf, Geburtsname Maria Anna Theresia Jutmann, (* 6. Mai 1878 in Brunn am Gebirge, Niederösterreich, damals Österreich-Ungarn; † 27. August 1944 in Wien) war eine österreichische Schauspielerin.

## Leben

### Herkunft und Ausbildung
Marianne Wulf wurde als Tochter von Wilhelm Jutmann (* 1. September 1842 in Graz; † 10. September 1902 in Wien) und dessen Ehefrau Maximiliane Jutmann (geb. Wolfbauer, * 4. April 1857 in Wien; † 14. Jänner 1943 in Wien) in geboren.
Wulf wollte bereits als Kind Schauspielerin werden. Ihre Schauspielausbildung erhielt sie als Privatschülerin bei Bernhard Baumeister.

### Theaterlaufbahn
Im Oktober 1896 debütierte sie am Stadttheater Preßburg als Klärchen in Egmont. Im November 1896 trat sie dort als Marie in dem Theaterstück Der Müller und sein Kind von Ernst Raupach auf. Bereits im Jänner 1897 wechselte sie von Preßburg aus in den Verband des Stadttheaters Düsseldorf, wo sie als Katharina in Heinrich V. debütierte, jedoch nur wenige Monate verblieb.
Ab April 1897 war sie am Lessingtheater in Berlin engagiert, wo sie als Gretchen ihr Debüt hatte, wobei ihre „innige Empfindung, natürliche Darstellung und einnehmende Bühnenerscheinung“ hervorgehoben wurden. Im September 1897 gastierte sie am Berliner Goethe-Theater als Hero in Grillparzers Des Meeres und der Liebe Wellen und als Oberon. Anfang 1898 spielte sie am Lessingtheater Berlin die Perdita in Shakespeares Spätwerk Das Wintermärchen. Von 1899 bis 1904 folgte ein Engagement am Schillertheater. Im Sommer 1900 trat Wulf im Rahmen eines „Ensemble-Gastspiels“ der „Berliner Secessions-Bühne“ im Theater in der Josefstadt auf  und verbrachte gemeinsam mit ihrer Mutter im Juni 1900 einige Urlaubstage in Gars am Kamp und im August 1900 weitere Urlaubstage in Bad Ischl.
Ludwig Eisenberg schrieb in seinem 1903 erschienenen Großen biographischen Lexikon der Deutschen Bühne im XIX. Jahrhundert über Marianne Wulf: „Ihr Spiel ist durchweg lebenswahr und stets erfreut sie durch die Schlichtheit ihres sympathischen Tons“; weiters stellte er bei ihr ein „starkes Talent“ sowie eine „gewisse rührende Zartheit und viel Ursprünglichkeit“ fest, die ihren Theatergestalten „zu tiefer Wirkung“ verhelfen.
Zu Wulfs Rollen in ihrer Anfangszeit gehörten außerdem Julia, Porzia, Eboli, Beatrice in Viel Lärm um nichts, Claire in Der Hüttenbesitzer von Georges Ohnet, Agnes in Brand von Henrik Ibsen sowie Rollen in Stücken von Ludwig Anzengruber (Anna Birkmaier in Der Pfarrer von Kirchfeld, Vroni in Der Meineidbauer).
Von 1904 bis 1907 war Wulf am Deutschen Theater Prag engagiert, wo sie zahlreiche Rollen des klassischen und damals modernen Theaterrepertoire spielte. Sie wurde dort in den Rollenfächern der „Heldin“ und „Salondame“ in Tragödien, Dramen, häufig aber auch in Lustspielen und Gesellschaftskomödien eingesetzt. Ihre Antrittsrollen waren Hero und Monna Vanna, wozu es in der zeitgenössischen Presse Verrisse gab. Im November 1904 spielte sie dort die Hofmannsthal’sche Elektra. Zu Wulfs weiteren Prager Rollen gehörten Kriemhild, Agnes Sorel, Leonore, Raina, Beline, Adelheid von Walldorf, Helene und die Titelrolle in La Gioconda (von D’Annunzio). Außerdem trat sie in Stücken von Schnitzler, Bahr, Sudermann und Sardou auf.
Wulff gab in ihrer Prager Zeit auch Gastspiele am Königlich Deutschen Landestheater, u. a. in der Spielzeit 1905/06 als Martha Bernick in Stützen der Gesellschaft und Lady Ines Sparkler in Klein Dorrit (Schönthan, nach Dickens). Im Dezember 1906 trat sie dort als Hero (Grillparzer) auf. In Prag war Wulf Gründungs- und Vorstandsmitglied des „Klubs Deutscher Künstlerinnen“ (gegr. 1906). Im Februar 1907 gastierte sie am Deutschen Theater Pilsen als Hero.
Von 1907 bis 1914 war Wulf am Schauspielhaus Frankfurt/Main engagiert, anschließend in der Spielzeit 1915/16 am Theater am Nollendorfplatz in Berlin.
Danach lebte Wulf in Wien, wo sie sich niederließ und von dort auch weiterhin gastierte. Im Jänner 1918 trat sie am Stadttheater Berndorf als Iphigenie auf. 1920 war sie in Wien an der Kleinkunstbühne „Chat noir“ und an der Renaissancebühne Wien engagiert. Nach 1921 ist Wulf im Deutschen Bühnenjahrbuch nicht mehr als Schauspielerin verzeichnet.
Sie trat jedoch vereinzelt weiterhin als Schauspielerin am Theater auf. In der Spielzeit 1929/30 hatte sie ein Jahresengagement am Neuen Wiener Schauspielhaus, wo sie gemeinsam mit Hans Moser in dem Schwank Das rote Tuch auftrat. In den Dreißiger Jahren wirkte sie mehrere Jahre als Gestalterin bei der halbstündigen „Radio-Wien“-Funksendereihe „Die Stunde der Frau“ mit.

### Film
Während des Ersten Weltkrieges wirkte Wulf auch unter der Regie von Richard Oswald sowie Luise Kolm/Jakob Fleck in zwei Stummfilmen mit. Die „Internet Movie Database“ (IMDb) führt Wulf ohne jegliche biografischen Angaben und ohne genaue Rollenangabe als Darstellerin in den Stummfilmen Das Laster (1915) und Der Schandfleck (1917). In den 1920er-Jahren spielte Wulf in der Historienbiographie Ninon de Lenclos (1920) von Eugen Burg und in dem Sittendrama Eros in Ketten (1929) von Regisseur Conrad Wiene mit. Eine Mitwirkung Marianne Wulfs in dem deutschen Propaganda-Film Das Vaterland ruft (1914) gemeinsam mit dem Schauspieler Harry Liedtke kann nicht eindeutig nachgewiesen werden.
In den 1920er-Jahren war Wulf als Modeberaterin für die modische und kostümliche Ausstattung der Filme Die Königin von Moulin Rouge (1926), Frau Sopherl vom Naschmarkt (1927) und Louise von Coburg (1927) verantwortlich. Sie gehörte dem Vortragsausschuss der Wiener „Vereinigung der Kinofreunde“ an, wo sie 1927 einen Vortrag über die „Probleme der kostümlichen Ausstattung des Films und die Toilettensorgen der Stars“ hielt. Im Jänner 1927 hielt sie im Café Cosmos einen Vortrag mit dem Titel „Die Mode im Film“.

### Privates
Marianne Wulf brachte am 16. November 1917 in Pressburg einen Sohn namens Richard Juttmann zur Welt, der von einer in Den Haag wohnhaften Niederländerin, Baudina Engelen van Pijsweert, die der niederländischen Adelsfamilie Sixma van Heemstra entstammte, adoptiert wurde und ab 1926 den Namen „Richard Juttmann Sixma“ trug. Marianne Wulf, die am 3. Juli 1919 aus der katholischen Kirche ausgetreten war, heiratete am 11. Dezember 1919 den gebürtigen Schweizer Philipp Heinrich Adolf Frauer (* 29. Dezember 1856 in Schaffhausen), „priv. Beamter i.R.“, standesamtlich in Wien, wo sie sich laut Lehmanns Adressverzeichnis mit ihrer Mutter deren Wohnung (Mariahilfer Straße 19–21) teilte. Vereinzelt wird sie in Publikationen als „Marianne Frauer-Wulf“ oder „Marianne Wulf-Frauer“ bezeichnet. Diese Ehe wurde am 12. April 1920 wieder geschieden. Marianne Wulf hat den Doppelnamen jedoch bis zu ihrem Tod behalten.
Marianne Wulf starb am 27. August 1944 im 15. Wiener Gemeindebezirk. Sie wurde am Wiener Zentralfriedhof im Grab ihrer Eltern (Gruppe 55, Erweiterung A, Nummer 23) bestattet.

### Rezeption
Marianne Wulf geriet als Schauspielerin weitgehend in Vergessenheit. In Wilhelm Koschs VII. Band des Deutschen Theater-Lexikons, erschienen Ende 2011, ist vermerkt: „Todesdatum und -ort unbekannt“. Der österreichische Literatur- und Kulturwissenschaftler Andreas Weigel recherchierte Anfang 2020 umfangreich zum Leben und künstlerischen Wirken von Marianne Wulf. Im April und Mai 2020 veröffentlichte er in seinem auf Facebook erscheinenden Kultur-Blog „Garser Tourismusgeschichte“ erstmals seine Forschungsergebnisse und erinnerte in historischen Dokumenten, Zeitungsausschnitten und Fotos an ihr Leben.